# Dysgnathia biarmioides
Dysgnathia biarmioides là một loài bướm đêm trong họ Noctuidae.